# Charles Bidault
Charles Bidault est un homme politique français né le 15 mars 1851 à Bléré (Indre-et-Loire) et décédé le 22 février 1917 à Paris.
Minotier à Bléré, il est maire de la commune et conseiller général en 1880. Sénateur d'Indre-et-Loire de 1897 à 1917, il siège au groupe de la Gauche démocratique. Il s'intéresse surtout aux questions agricoles, et n'est que très peu présent à partir de 1908.

## Sources
- « Charles Bidault », dans le Dictionnaire des parlementaires français (1889-1940), sous la direction de Jean Jolly, PUF, 1960 [détail de l’édition]